# لوتسیه ترمیکووا
لوتسیه ترمیکووا (چکی: Lucie Trmíková؛ زادهٔ ۱۷ ژوئیهٔ ۱۹۶۹) بازیگر اهل جمهوری چک است. او در سال ۱۹۹۷ برای ایفای نقش اصلی در نمایشی با عنوان «ترزکا» در تئاتر کمدی پراگ (Divadlo Komedie) برنده جایزه آلفرد رادوک برای بهترین بازیگر زن شد. او در سال ۲۰۱۳ نیز در همین بخش نامزد دریافت جایزه بود، اما در نهایت جایزه به ترزا ویلیشووا رسید.
از فیلم‌ها یا برنامه‌های تلویزیونی که وی در آن نقش داشته است، می‌توان به خیابان اشاره کرد.